# Pedro María Anaya
Pour les articles homonymes, voir Anaya.
Pedro Bernardino Anaya y de Álvarez (20 mai 1795, Hidalgo – 21 mars 1854, Mexico) est un militaire mexicain qui participe à la guerre d'indépendance du Mexique. 
Ministre sous le gouvernement d'Antonio López de Santa Anna, il est un temps pressenti pour lui succéder. Fidèle parmi les fidèles, il assume durant la guerre américano-mexicaine, la présidence par intérim de septembre à novembre, en remplacement de Santa Anna qui commande l'armée. Renversé en novembre, il s'exile avec Santa Anna, laissant le pouvoir aux libéraux.

## Biographie
En tant que général, le 20 août 1847, il prend part à la bataille de Churubusco autour du couvent de Nuestra Señora de los Ángeles de Churubusco, qui abrite aujourd'hui le Museo Nacional de las Intervenciones (Musée national des interventions).
Lors de sa reddition, le général Twiggs le salue, déployant tout le decorum militaire, puis lui demande de lui remettre ses armes et munitions. Anaya lui répond alors ; « Si hubiera parque, no estarían ustedes aquí » (Si nous en avions, vous ne seriez pas ici).

## Divers
Une station de métro de Ciudad de México porte son nom.